# Cixiidae
Los cixíidos (Cixiidae) son una familia de hemípteros Auchenorrhyncha distribuidos en todo el mundo y que comprende más de 2.000 especies de más de 150 géneros.
Las especies de Cixiidae  suelen ser comparativamente pequeñas (tamaño corporal inferior a un centímetro).  Los adultos se alimentan de hierbas, arbustos y / o árboles, algunos de ellos son polífagos, se alimentan de una variedad de plantas, mientras que otros están especializados en una o unas pocas plantas hospederas (monofagos). Un par de especies son cavernícolas, alimentándose de raíces en las cuevas volcánicas.  Las hembras ocasionalmente llevan impresionantes "colas de cera" producidas por placas glandulares en el extremo del abdomen.
Varias especies tienen importancia económica (por ejemplo, Hyalesthes obsoletus, Haplaxius crudus). Con frecuencia tienen parásitos  (Phytoplasma), los cuales causan enfermedades en las palmas de coco, en la vid, remolacha azucarera, y lirios. 

## Subfamilias
- Borystheninae - Bothriocerinae - Cixiinae[4]

## Galería

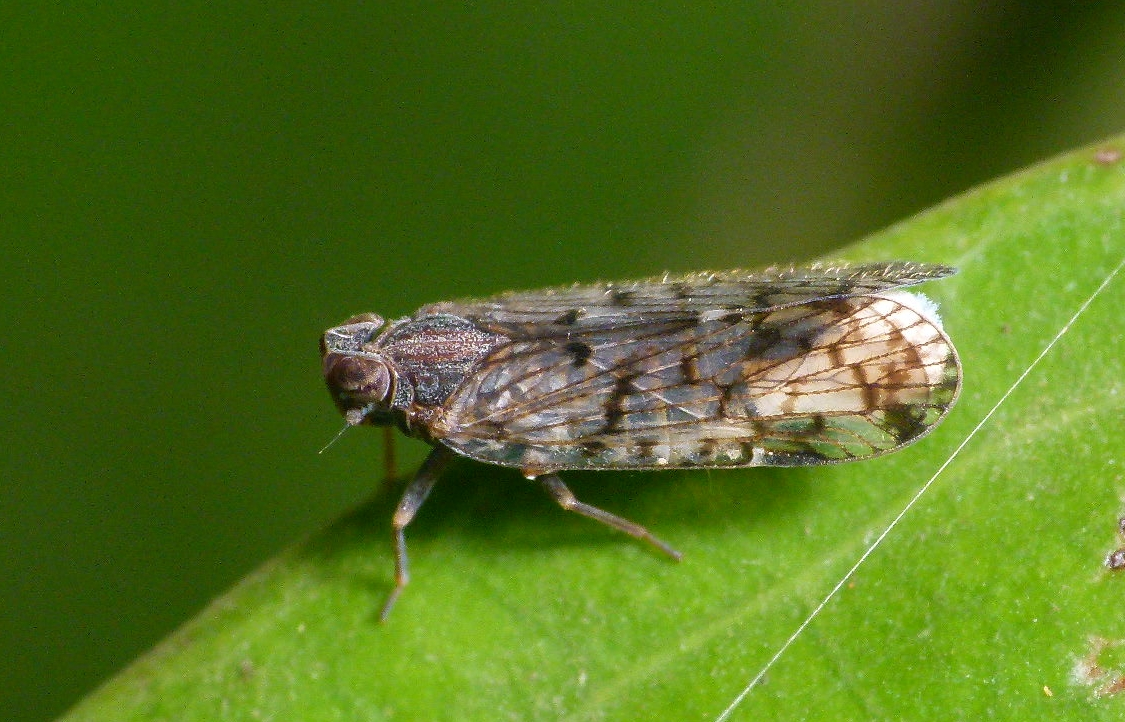
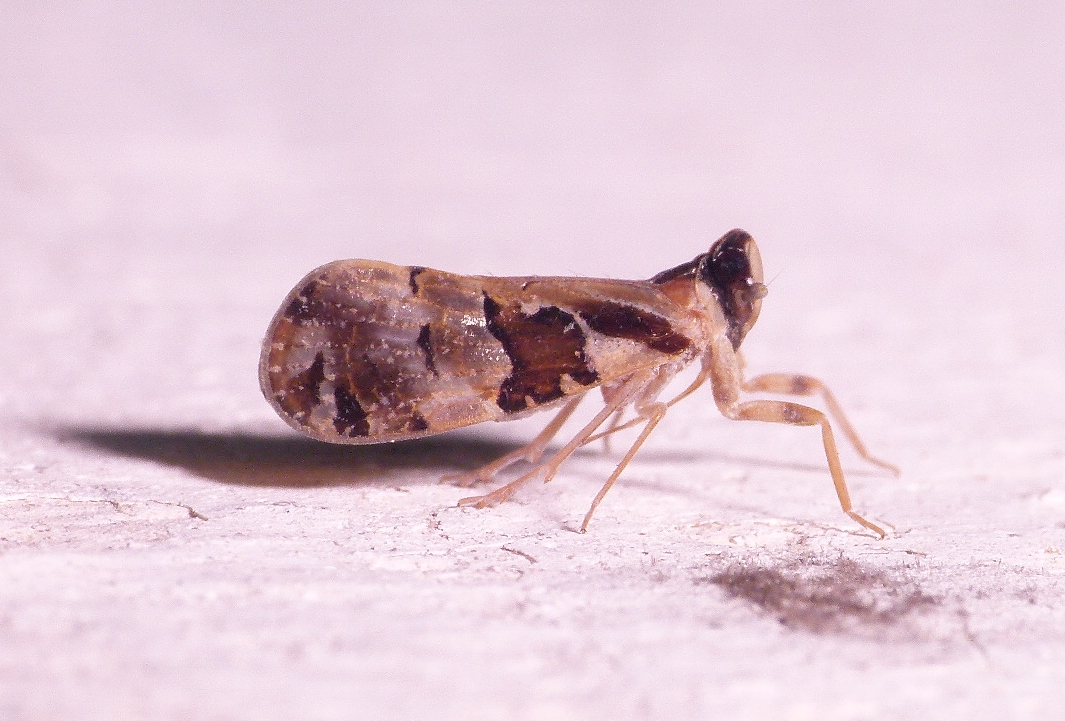
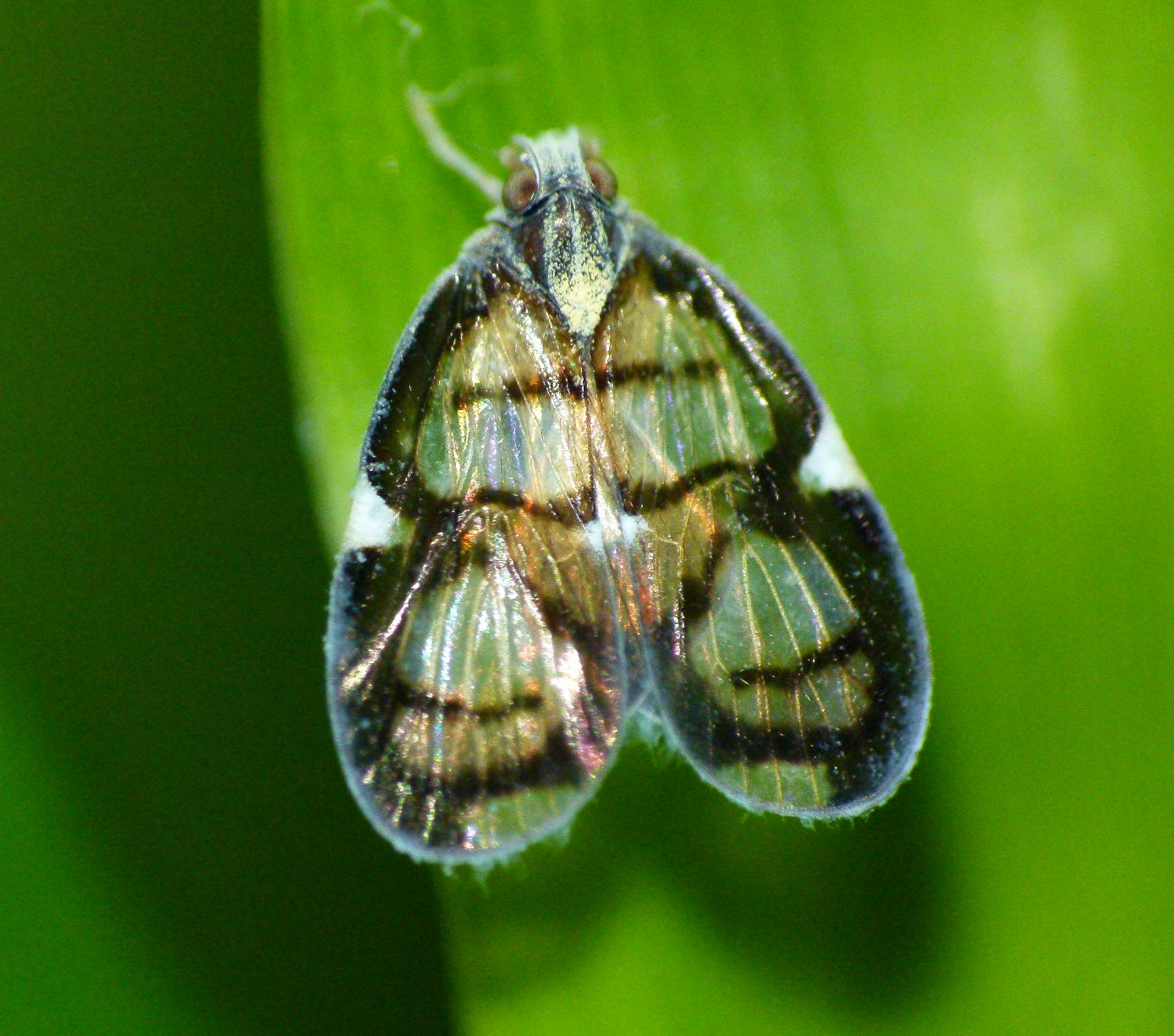
Nilgiris
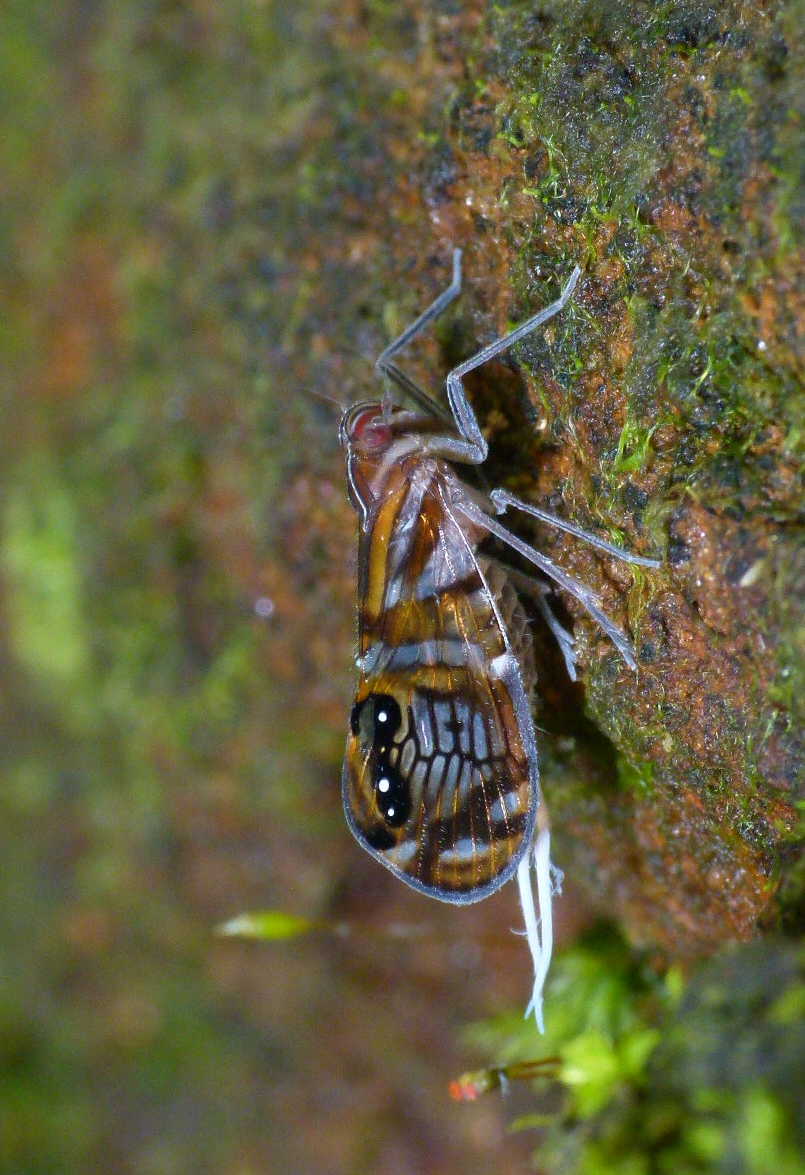
Brixia albomaculata hembra con filamentos de cera (India)
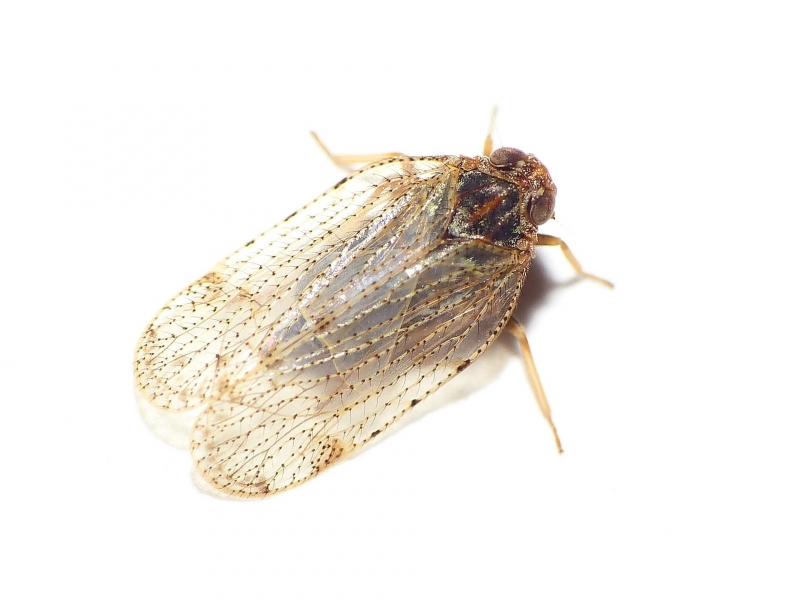
Tachycixius pilosus
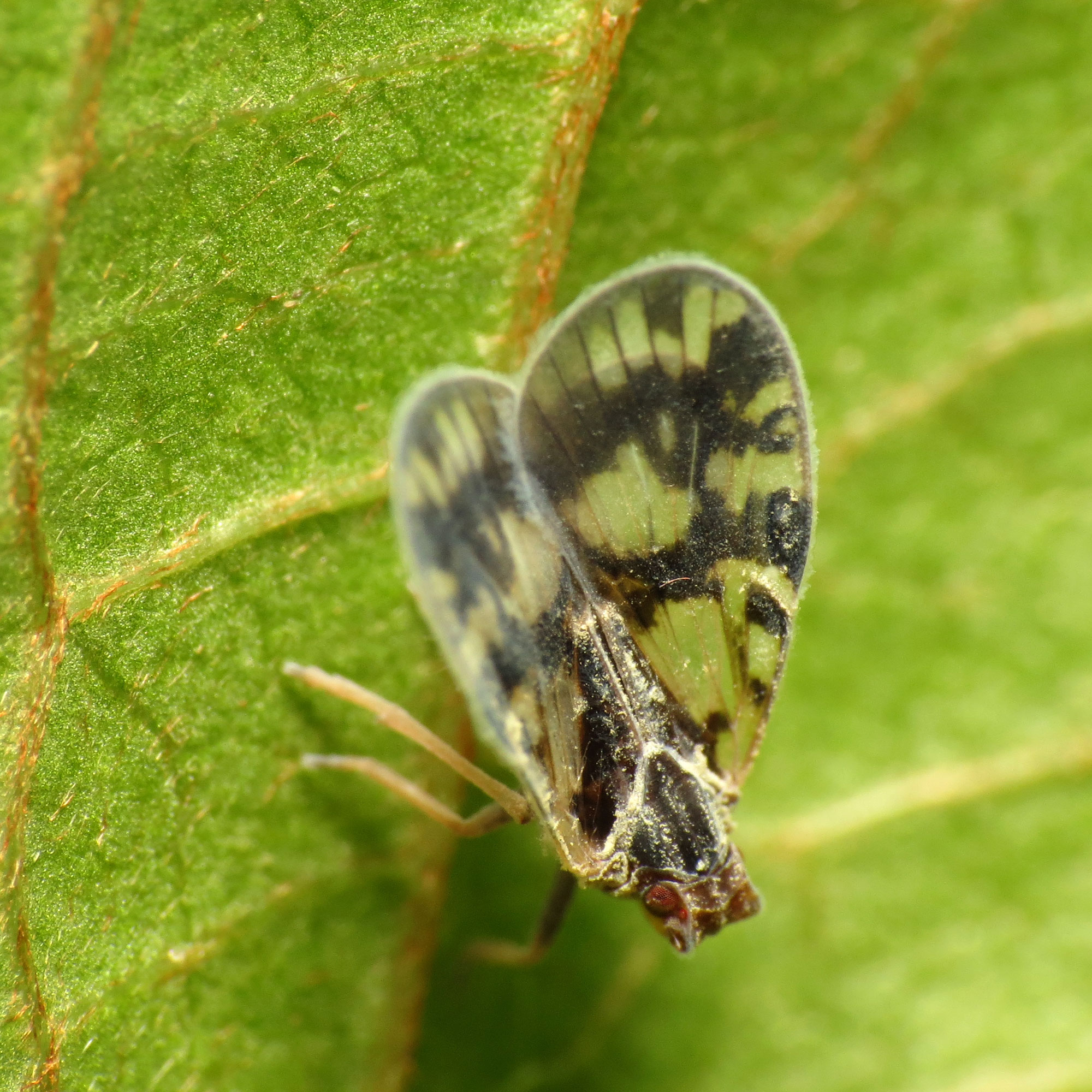
Bothriocera cognita